# Харино (Вичугский район)
Харино — опустевшая деревня в Вичугском районе Ивановской области. Входит в состав Сошниковского сельского поселения.

## География
Находится в северо-восточной части Ивановской области на расстоянии приблизительно 7 км на юго-восток по прямой от районного центра города Вичуга.

## История
Деревня уже появилась на карте 1840 года. В 1872 году здесь (тогда Юрьевецкий уезд Костромской губернии) было учтено 12 дворов, в 1907 году — 23.

## Население
Постоянное население составляло 68 человек (1872 год), 95 (1897), 111 (1907), 0 как в 2002 году, так и в 2010.